# Tolpis virgata
Tolpis virgata ist eine Pflanzenart aus der Gattung Tolpis in der Familie der Korbblütler (Asteraceae).

## Merkmale
Tolpis virgata ist ein ausdauernder Schaft-Hemikryptophyt, der Wuchshöhen von 30 bis 100 Zentimeter erreicht. Die äußeren Hüllblätter sind kürzer als die inneren. Alle Früchte weisen einen Pappus aus 4 oder mehr langen Haaren auf.
Die Blütezeit reicht von Mai bis August.
Die Chromosomenzahl beträgt 2n = 18 oder 54.

## Vorkommen
Tolpis virgata kommt im Mittelmeergebiet auf Phrygana, Waldlichtungen, Brachland, Schutthalden, Sandküsten und Lehmflächen in Höhenlagen von 0 bis 1200 (2000) Meter vor. Das Verbreitungsgebiet umfasst die Länder Frankreich, Italien, Algerien, Sardinien, Sizilien, Korsika, Tunesien, Libyen, die Balkanhalbinsel, Kreta, Zypern, die Ägäis, die Türkei, den Libanon, Syrien, Jordanien und Israel.

## Systematik
Man kann die folgenden Unterarten unterscheiden:
- Tolpis virgata subsp. apolloniae Brullo & Furnari: Sie kommt in Libyen vor.[2] Die Chromosomenzahl beträgt 2n = 54.
- Tolpis virgata subsp. grandiflora (Ten.) Arcang. (Syn.: Tolpis grandiflora Ten.):  Sie kommt in Italien, Sardinien und Sizilien vor.[2]
- Tolpis virgata subsp. virgata